# Brawn GP
Brawn GP Formula One Team – brytyjski zespół i konstruktor Formuły 1 utworzony w 2009 r. przez Rossa Brawna na bazie Honda Racing F1.
Zespół startował w sezonie 2009 mistrzostw świata. Jego kierowca Jenson Button zajął 1. miejsce w 6 wyścigach Grand Prix i uzyskał tytuł mistrzowski, drugi kierowca Rubens Barrichello był pierwszy w dwóch wyścigach i zajął trzecie miejsce w klasyfikacji generalnej. Zespół zwyciężył też w klasyfikacji konstruktorów.
16 listopada 2009 poinformowano o wykupieniu przez spółkę Daimler AG 75,1% akcji zespołu i przemianowaniu go na Mercedes Grand Prix.

## Historia

### Tyrrell, BAR i Honda

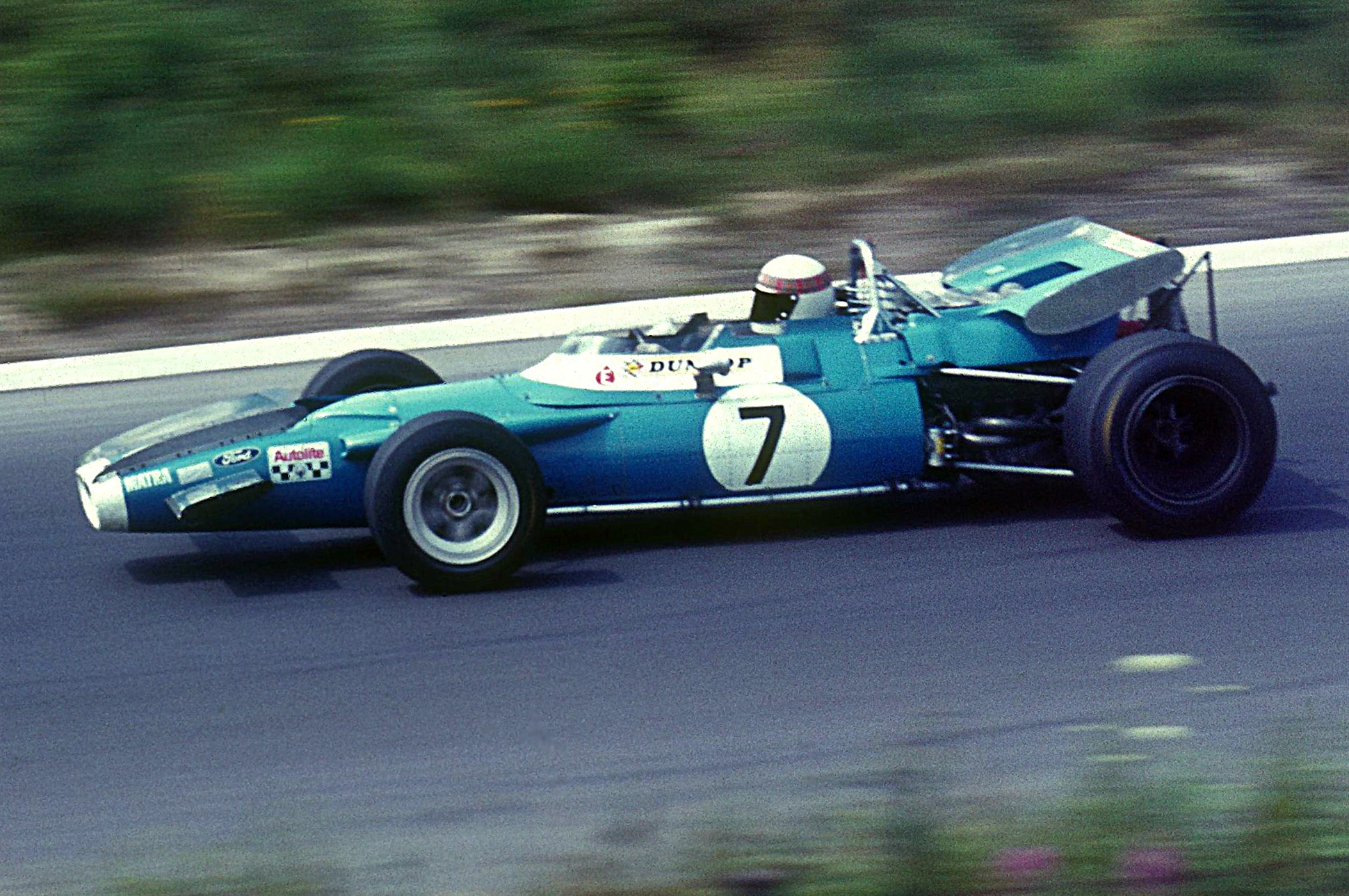
Jackie Stewart podczas Grand Prix Niemiec 1969

W 1958 roku Ken Tyrrell założył zespół Tyrrell Racing. W Formule 1 Tyrrell zadebiutował w sezonie 1968, a nadwozia dostarczał zespołowi francuski koncern Matra. W
debiutanckim sezonie Tyrrell odniósł trzy zwycięstwa za sprawą Jackiego Stewarta. W sezonie 1969 Stewart został mistrzem świata Formuły 1 w klasyfikacji kierowców, a dostarczająca nadwozia Tyrrellowi Matra – w klasyfikacji konstruktorów. Matra nalegała, by Tyrrell zamienił silniki Ford Cosworth DFV na silniki Matra V12, na co zespół nie przystał i na sezon 1970 zmienił dostawcę nadwozi na firmę March. Od 1971 roku Tyrrell nie stosował już nadwozi produkowanych przez inne firmy, a budował własne. Tyrrell zdobył wówczas tytuł mistrzowski wśród konstruktorów, natomiast wśród kierowców triumfował kierowca Tyrrella, Jackie Stewart. Ogółem w Formule 1 zespół odniósł 33 zwycięstwa (z własnymi nadwoziami 23).
Po sezonie 1998 bankrutujący zespół Tyrrell Racing został sprzedany koncernowi British American Tobacco, który przemianował go
na British American Racing. W pierwszym sezonie startów napędzane silnikami Supertec
bolidy BAR nie zdobyły ani punktu, ale od roku 2000 stosowano silniki Honda.
Najbardziej udanym sezonem dla zespołu był sezon 2004, kiedy to BAR zdobył drugie miejsce w klasyfikacji generalnej konstruktorów, a
kierowca zespołu, Jenson Button – trzecie wśród kierowców. British American Racing nie wywalczył ani jednego zwycięstwa w
Formule 1, a po 2005 roku został przejęty przez Hondę.
W sezonie 2006 kierowcy zespołu Honda Racing F1, Jenson Button i Rubens Barrichello, zdobyli w sumie 86 punktów; dało to
Hondzie czwarte miejsce w klasyfikacji konstruktorów. Także w roku 2006 Button wygrał Grand Prix
Węgier. Jednak w sezonie 2007 kierowcy Hondy zdobyli 6 punktów, a w 2008 – 14.

### Odejście Hondy i przejęcie zespołu

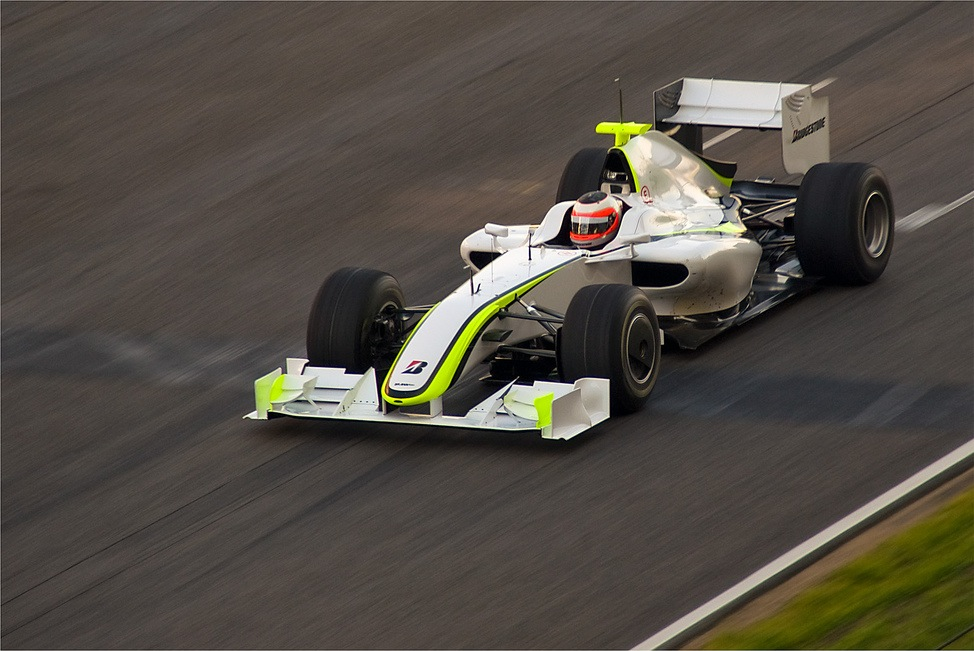
Rubens Barrichello podczas przedsezonowych testów na torze Circuit de Catalunya

4 grudnia 2008 roku szef koncernu Honda Motor Co., Ltd., Takeo Fukui, wydał oświadczenie o wycofaniu zespołu Honda Racing F1 Team z zawodów Formuły 1 do marca 2009. Nie oznaczało to jednak całkowitej likwidacji zespołu, tylko wystawienie go na sprzedaż. Początkowo pojawiało się mnóstwo spekulacji na temat przyszłości zespołu z Brackley. Przewidywano, że nowym właścicielem zespołu zostanie meksykański multimiliarder Carlos Slim, jednak pogłoski te zostały szybko zdementowane. Wśród potencjalnych kupców zespołu wymieniani byli również malezyjski biznesmen Tony Fernandes, grecki armator Achilleas Kallakis, właściciel Prodrive – David Richards oraz właściciel Force India – Vijay Mallya. Pomimo tego najbardziej prawdopodobnym rozwiązaniem stawało się jednak przejęcie zespołu przez jego zarząd. 5 marca 2009 roku, po ponad trzech miesiącach poszukiwań nowego inwestora, scenariusz ten się ziścił. Zarząd wykupił od koncernu całość udziałów w zespole i przemianował go na Brawn GP Formula One Team, choć wcześniej pojawiały się również inne propozycje nazwy zespołu, takie jak Brackley F1, Pure Racing czy Tyrrell. Szefem zespołu pozostał pełniący tę funkcję w Honda Racing F1 Ross Brawn, który wszedł w posiadanie większości udziałów. Pozostałymi współwłaścicielami byli Nick Fry, Nigel Kerr, Caroline McGrory i John Marsden. Dzień po ogłoszeniu decyzji przez szefostwo zespołu, na torze Stowe w Silverstone odbył się pierwszy test nowego bolidu zespołu oznaczonego symbolem BGP 001, zaś 9 marca Brawn GP dołączyło do reszty stawki podczas czterodniowych testów na torze Circuit de Catalunya. Trzeciego dnia jazd zespołowi udało się uzyskać najlepszy czas.
Mimo iż Honda w 2008 roku zapowiedziała, że ich zespół będzie korzystać z systemu KERS, Ross Brawn porzucił ten pomysł, tłumacząc to brakiem czasu na rozwijanie systemu. 20 marca zostało potwierdzone przydzielenie zespołowi numerów startowych 22 i 23.

### Sezon 2009
W porównaniu do sezonu 2008 na sezon 2009 regulamin zakładał trzy ważne zmiany. Pierwszą z nich było wprowadzenie systemu KERS (systemu odzyskiwania energii kinetycznej). System ten pozwala na odzyskanie energii kinetycznej podczas ostrego hamowania, przechowanie jej i użycie poprzez wciśnięcie przycisku, co zapewnia jednorazowe zwiększenie mocy o 80 KM przez około 7 sekund. Inną innowacją regulaminową było wprowadzenie opon typu slick, tzn. gładkich, bez bieżnika (ostatni raz takie opony w Formule 1 były stosowane w 1997 roku). Trzecią istotną zmianą było wprowadzenie nowych przepisów dotyczących aerodynamiki: regulamin zwiększał szerokość przedniego spojlera, natomiast zmniejszał szerokość tylnego. Zgodnie z przepisami na sezon 2009 tylny spojler musiał być również wyższy niż w sezonie 2008. Nowy regulamin ponadto zmieniał konstrukcję dyfuzorów i zabraniał umieszczania na karoserii jakichkolwiek dodatków.
Skład kierowców na sezon 2009 pozostał bez zmian w stosunku do składu dawnego zespołu Hondy – kierowcami zespołu byli Brytyjczyk Jenson Button oraz Brazylijczyk Rubens Barrichello, chociaż musieli się oni pogodzić z obniżeniem wynagrodzeń o połowę. Przed angażem Barrichello plotkowano jednak, że partnerem zespołowym Buttona może zostać Bruno Senna. Kierowcami testowymi zostali Anthony Davidson oraz Alexander Wurz. Szefem zespołu był Ross Brawn, dyrektorem generalnym – Nick Fry, zastępcą dyrektora technicznego – Jörg Zander, szefem ds. aerodynamiki – Loïc Bigois, a dyrektorem sportowym – Ron Meadows. Bolidy Brawn GP napędzane były jednostkami dostarczanymi przez niemieckiego producenta Mercedes-Benz, które zostały wybrane ze względu na to, iż najbardziej pasowały do bolidu. Pierwszymi sponsorami zespołu zostali firma Henri Lloyd oraz konsorcjum Virgin Group, kierowane przez Richarda Bransona.
Przed sezonem Ross Brawn liczył na "przyzwoite" wyniki. Jednak po uzyskaniu bardzo dobrych wyników podczas przedsezonowych testów w Barcelonie Felipe Massa określił Brawn GP jako głównego rywala Ferrari w walce o zwycięstwo w Grand Prix Australii, natomiast Frank Williams powiedział, że Brawn jest "wręcz absurdalnie szybki" i że "w Australii znikną nam z oczu".
W Grand Prix Australii zespół zdobył dwa pierwsze pola startowe. Jenson Button wygrał dla zespołu pierwszy wyścig, prowadząc od startu do mety. Drugi kierowca zespołu – Rubens Barrichello miał problemy ze sprzęgłem podczas startu wyścigu, wskutek czego spadł na siódmą pozycję. Podczas wyścigu przesunął się na czwartą lokatę, a pod koniec wyścigu na skutek zderzenia się jadących przed nim Roberta Kubicy i Sebastiana Vettela awansował na drugie miejsce, co zapewniło zespołowi komplet 18 punktów w debiucie. Ostatni raz w Formule 1 debiutancki zespół odniósł zwycięstwo podczas Grand Prix Francji 1954, który to wyścig na dwóch pierwszych miejscach ukończyli kierowcy Mercedes-Benz, Juan Manuel Fangio i Karl Kling.
Po Grand Prix Australii ogłoszono, że zespół zredukuje załogę z 700 do 430 osób. Wynikało to z konieczności redukcji kosztów, jako że budżet Brawn GP na cały sezon wynosił około 300 milionów dolarów.

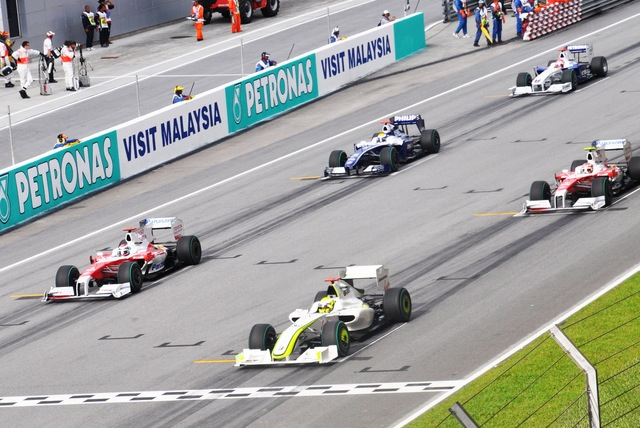
Jenson Button wystartował do Grand Prix Malezji 2009 z pole position

W drugim wyścigu sezonu – Grand Prix Malezji – Button ponownie startował z pierwszego pola. Barrichello ustanowił czwarty czas trzeciej części kwalifikacji, lecz wystartował z ósmej pozycji startowej, ze względu na wymianę skrzyni biegów w swoim bolidzie. Ostatecznie w przerwanym z powodu ulewnego deszczu wyścigu Barrichello zajął piąte miejsce, a Button go wygrał. Zespołowi zgodnie z regulaminem została przyznana jedynie połowa przewidywanych punktów, ponieważ żaden z kierowców nie zdołał przejechać więcej niż 75% dystansu wyścigu.
W kwalifikacjach do wyścigu na Shanghai International Circuit duet Barrichello-Button zajął odpowiednio czwarte i piąte miejsce. Kierowcy zespołu z Brackley mieli jednak wystartować do wyścigu jednymi z najbardziej zatankowanych bolidów w czołówce, co zwiększało ich szanse na zwycięstwo. Niedzielny wyścig w Szanghaju był rozgrywany od początku do końca w deszczu. W takich warunkach lepiej od kierowców Brawn GP spisali się kierowcy Red Bull Racing, zajmując dwa pierwsze miejsca na podium. Button był trzeci, a Barrichello czwarty.
Wyniki kwalifikacji do Grand Prix Bahrajnu dla Brawn GP okazały się dosyć słabe w porównaniu do pierwszych dwóch wyścigów sezonu – Button wystartował do wyścigu z czwartej, zaś Barrichello z szóstej pozycji. Bardzo dobry start Brytyjczyka oraz zła strategia zespołu Toyoty, którego oba bolidy startowały z pierwszego rzędu, pozwoliły odnieść trzecie zwycięstwo i jeszcze bardziej zwiększyć przewagę w obu klasyfikacjach generalnych. Barrichello, któremu inżynierowie przygotowali agresywną taktykę na trzy pit-stopy, finiszował na piątej pozycji.
Na rozpoczęcie europejskiej części sezonu Brawn GP, podobnie jak inne zespoły, przygotowało pakiet poprawek aerodynamicznych do swoich bolidów. Podczas kwalifikacji do Grand Prix Hiszpanii Jenson Button osiągnął pierwszy czas, zaś Barrichello ukończył czasówkę na trzeciej pozycji. Już na starcie Brazylijczyk wyprzedził swojego partnera z zespołu. Szefostwo zespołu, w związku z wyjazdem samochodu bezpieczeństwa na tor po wypadku spowodowanym przez Jarno Trullego na pierwszym okrążeniu, postanowiło jednak zastosować dla swoich zawodników dwie odmienne taktyki – dla Barrichello 3 pit-stopy, a dla Buttona dwa. Taka taktyka spowodowała, że bolidy zespołu Brawn GP w swoim piątym wyścigu po raz drugi ukończyły wyścig na dwóch pierwszych pozycjach – Jenson Button finiszował po raz czwarty na pierwszej pozycji, zaś jego partner zajął drugie miejsce.
21 maja Brawn GP ogłosił, że kontynuuje wspieranie kariery siedemnastoletniego wówczas Willa Stevensa; karierę Stevensa wspierała wcześniej Honda.
Podczas GP Monako Button po raz kolejny startował z pole position i odniósł piąte w sezonie zwycięstwo. Barrichello zajął drugie miejsce po wyprzedzeniu Kimiego Räikkönena w pierwszym zakręcie wyścigu. Po wyścigu tym przewaga nad drugim w tabeli zespołem Red Bull Racing, wynosiła 43,5 pkt.

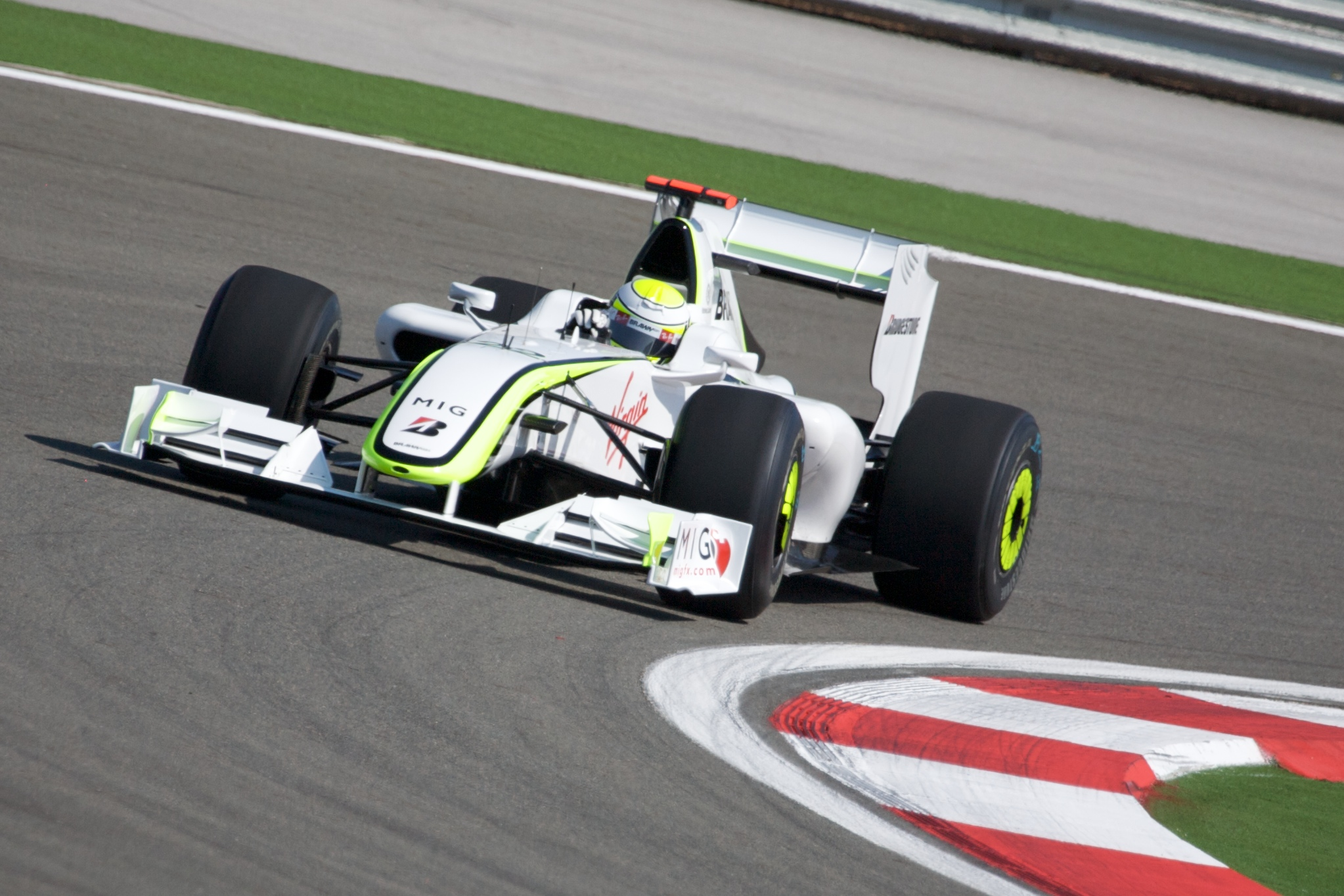
Jenson Button podczas zwycięskiego wyścigu Grand Prix Turcji

Na kolejną rundę mistrzostw – Grand Prix Turcji, która odbyła się na torze Istanbul Park pod Stambułem, zespół przywiózł kolejne usprawnienie do bolidu, jakim był nowy przedni spojler. Mimo tego żaden z kierowców zespołu nie startował z pole position, jako że Jenson Button ruszał do wyścigu z drugiej, zaś Rubens Barrichello z trzeciej pozycji. Już podczas pierwszego okrążenia Button uzyskał jednak prowadzenie w wyścigu, korzystając z błędu, jaki Sebastian Vettel popełnił w zakrętach numer 9 i 10. Brytyjczyk prowadził już do końca wyścigu. Znacznie gorzej spisał się Rubens Barrichello – już na starcie miał kłopoty ze swoim bolidem, w efekcie czego spadł z trzeciej na trzynastą pozycję. Później walczył o poprawę swojej lokaty, lecz kilka złych manewrów przyczyniło się do uszkodzenia bolidu i Barrichello musiał wycofać się z wyścigu na 11 okrążeń przed końcem wyścigu. Był to pierwszy wyścig w sezonie, w którym jeden z bolidów BGP 001 nie dojechał do mety.
24 czerwca zespół opuścił zastępca dyrektora technicznego, Jörg Zander.

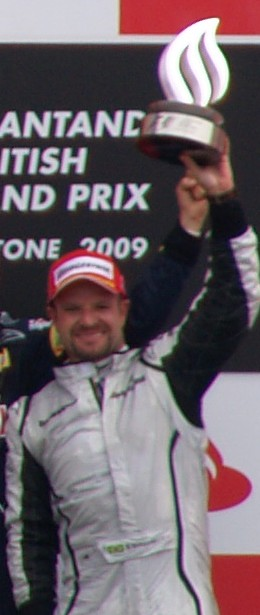
Rubens Barrichello na podium po Grand Prix Wielkiej Brytanii

Do domowego dla zespołu Brawn GP wyścigu – Grand Prix Wielkiej Brytanii – Rubens Barrichello startował z drugiego, zaś Jenson Button z szóstego pola startowego. Przez cały wyścig oba bolidy stajni z Brackley nie utrzymywały takiego tempa, jak szybsze bolidy Red Bull RB5. Ostatecznie Barrichello ukończył wyścig na trzeciej pozycji, zaś Button po ciężkim wyścigu obronił szóstą pozycję. Był to pierwszy raz w sezonie, kiedy Button ukończył zawody poza podium.
Dziewiąty wyścig sezonu, Grand Prix Niemiec, odbył się na torze Nürburgring. Podczas lekko deszczowych kwalifikacji Barrichello wywalczył drugą, a Button trzecią pozycję startową. Wyścig okazał się jednak zdecydowanie gorszy dla zespołu. Przez większość dystansu Rubens Barrichello był lepszy od swojego partnera, lecz opóźnienie ostatniego pit-stopu przez Buttona umożliwiło mu zajęcie wyższej lokaty. Button ostatecznie był piąty, zaś Barrichello skończył wyścig na szóstej pozycji. Najgroźniejszy rywal Brawn GP – Red Bull Racing zdobył drugi raz z rzędu dwa pierwsze miejsca.
Dwa tygodnie później rozegrano kolejną rundę mistrzostw – Grand Prix Węgier na torze Hungaroring. Chaotyczne, przerywane kwalifikacje okazały się jak dotychczas najsłabsze dla zespołu w ciągu całego sezonu. Barrichello zakończył swój udział w kwalifikacjach na drugiej ich części (Q2), zdobywając trzynasty czas, przy czym jego bolid uległ w kwalifikacjach usterce technicznej – z tylnej części bolidu odpadła ważąca około 800 g sprężyna, która z ogromnym impetem uderzyła przed zakrętem numer 4 w nadjeżdżającego z dużą prędkością Felipe Massę w głowę, powodując pęknięcie czaszki oraz silny wstrząs mózgu. Po tym incydencie przez ponad połowę czasu ostatniej części sesji kwalifikacyjnej sprawdzany był drugi bolid BGP 001, należący do Jensona Buttona. Przedłużający się pobyt w boksach uniemożliwił Brytyjczykowi zużycie odpowiedniej ilości zatankowanego przed Q3 paliwa, a co za tym idzie także zdobycie lepszej pozycji startowej. Ostatecznie Button osiągnął ósmy czas kwalifikacji, w ostatniej części będąc lepszym jedynie od Kazukiego Nakajimy oraz Felipe Massy, który z powodu wypadku został przetransportowany helikopterem do szpitala i nie ustanowił swojego czasu. Wyścig również nie był udany dla Brawn GP. Button w ciągu całego wyścigu narzekał przez radio na zużywające się opony i ukończył go na siódmym miejscu, Barrichello natomiast wystartował najbardziej zatankowanym bolidem z całej stawki, lecz pomimo tej taktyki ostatecznie wyścig zakończył bez punktów, na dziesiątej pozycji.
Po czterotygodniowej letniej przerwie odbyło się Grand Prix Europy na ulicznym torze Valencia Street Circuit. W kwalifikacjach lepszy od Buttona okazał się Barrichello. Brytyjczyk wywalczył piątą pozycję startową, podczas gdy Brazylijczyk osiągnął trzeci czas. Dwa pierwsze miejsca podczas kwalifikacji zdobyli kierowcy bolidów McLaren. Podczas wyścigu Barrichello tuż po starcie utrzymał trzecią pozycją, a Button spadł na ósme miejsce. Po pierwszej serii tankowań Barrichello znalazł się przed Finem Heikki Kovalainenem, awansując tym samym na drugie miejsce. Przez drugą część wyścigu Brazylijczyk utrzymywał mniej więcej czterosekundową stratę do prowadzącego w wyścigu Lewisa Hamiltona, który jednak miał problemy podczas drugiej serii tankowań, przez co jego czas postoju wyniósł ponad 13 sekund. Dzięki temu później tankujący Barrichello zdołał wyprzedzić Brytyjczyka i wygrać cały wyścig. Druga seria pit-stopów przyniosła również awans Jensonowi Buttonowi. Lider klasyfikacji mistrzostw wyprzedził wówczas swojego rywala w walce o tytuł, Marka Webbera, i zajął siódme miejsce.

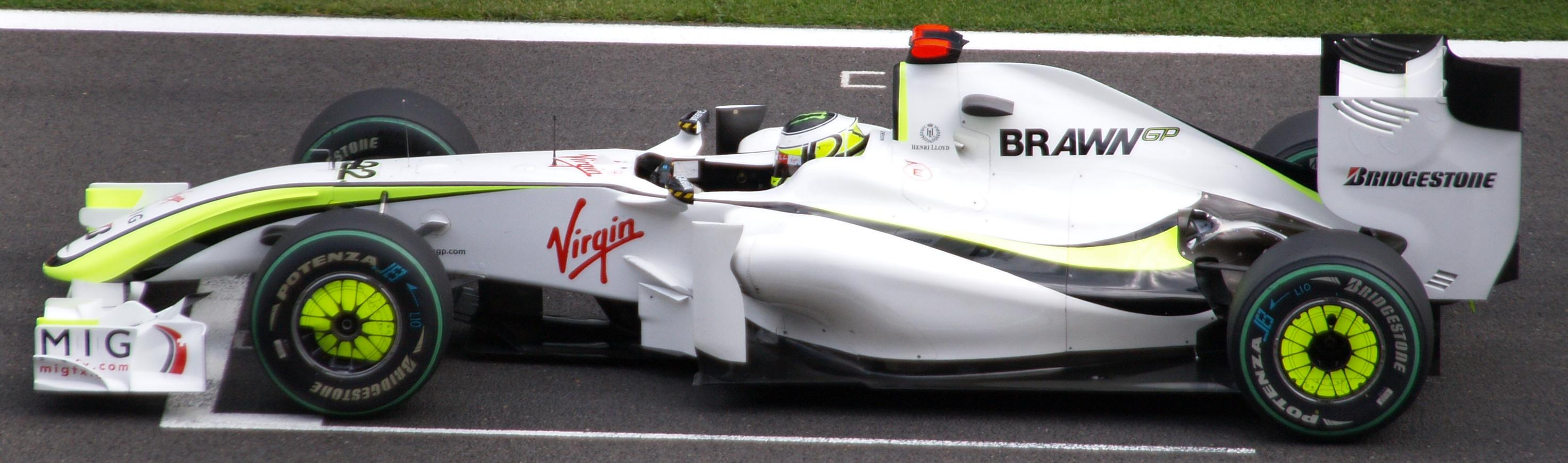
Jenson Button podczas Grand Prix Belgii

Do wyścigu o Grand Prix Belgii Barrichello startował z czwartej, a Button z trzynastej pozycji; z pierwszego miejsca startował kierowca Force India, Giancarlo Fisichella. Podczas wyścigu Button odpadł na pierwszym okrążeniu po zderzeniu z Romainem Grosjeanem. Barrichello źle wystartował, a na trzy okrążenia przed metą miał problemy z silnikiem, zdołał jednak dojechać do mety na siódmym miejscu.
Do Grand Prix Włoch kierowcy zespołu Brawn GP startowali z trzeciego rzędu – Barrichello z piątej, a Button z szóstej pozycji. Na początku wyścigu obaj kierowcy wyprzedzili poprzedzającego ich Kovalainena. Dzięki taktyce na jeden pit-stop Barrichello wygrał wyścig, a Button był drugi.
Podczas kwalifikacji do nocnego wyścigu o Grand Prix Singapuru Button nie awansował do trzeciej części kwalifikacji, uzyskując dwunasty czas. Barrichello zakwalifikował się na piątym miejscu, ale ze względu na wymianę skrzyni biegów w swoim bolidzie został cofnięty o pięć pozycji. Ostatecznie Brazylijczyk startował z dziewiątej pozycji, ponieważ Nick Heidfeld startował z boksów z powodu zbyt lekkiego bolidu. Ostatecznie Button i Barrichello mimo problemów z hamulcami pod koniec wyścigu ukończyli go na odpowiednio piątej i szóstej pozycji.
Do Grand Prix Japonii Barrichello startował z szóstej, a Button z dziesiątej pozycji. W wyścigu Barrichello był siódmy, a Button ósmy, walcząc do końca o pozycję z Robertem Kubicą.
Podczas deszczowych kwalifikacji do Grand Prix Brazylii Rubens Barrichello wywalczył pole position, natomiast Jenson Button startował z 14 miejsca. Barrichello po pęknięciu opony po zderzeniu z Lewisem Hamiltonem skończył wyścig na ósmym miejscu. Button finiszował piąty i zapewnił sobie tytuł mistrza świata w klasyfikacji kierowców. Zespół Brawn GP natomiast zdobył tytuł mistrzowski w klasyfikacji konstruktorów.
W kwalifikacjach do ostatniego w sezonie, dzienno-nocnego wyścigu o Grand Prix Abu Zabi, Barrichello był czwarty, a Button piąty. W wyścigu Button był trzeci, podejmując pod koniec wyścigu walkę z Markiem Webberem, a Barrichello czwarty. Ostatecznie Button został sklasyfikowany na pierwszym miejscu w klasyfikacji generalnej kierowców, a Barrichello – na trzecim.
Brawn GP zdobył nagrodę Laureus World Sports Award w kategorii Zespół Roku. Nagrody Autosportu z kolei otrzymali Jenson Button (w kategorii Kierowca Wyścigowy Roku) oraz Brawn BGP 001 (w kategorii Samochód Wyścigowy Roku).

### Przejęcie przez Mercedesa
W trakcie sezonu 2009 pojawiły się informacje, jakoby koncern Mercedes i zespół Brawn GP mieli zacieśnić współpracę. 16 listopada 2009 roku Mercedes wykupił większościowy pakiet udziałów w zespole i przekształcił go na swój zespół fabryczny – Mercedes Grand Prix. Szefem nowego zespołu pozostał Ross Brawn. Początkowo krążyły plotki, że w zespole zostanie Jenson Button, jednak Brytyjczyk oczekiwał podwyżki, której nie otrzymał, toteż odszedł do McLarena. Kierowcami Mercedesa zostali zatem Nico Rosberg oraz powracający do Formuły 1 po trzyletniej przerwie siedmiokrotny mistrz świata, Michael Schumacher. Kierowcą testowym został natomiast Nick Heidfeld. Celem wyznaczonym przez zespół na sezon 2010 było trzecie miejsce w klasyfikacji konstruktorów, ale nie udało się tego osiągnąć: Mercedes GP zajął czwarte miejsce w klasyfikacji konstruktorów z 214 punktami i nie odniósł żadnego zwycięstwa.

## Bolid
Brawn BGP 001 został zaprojektowany jako Honda RA109. Ze względu na słabe wyniki modelu RA108 w sezonie 2008 zespół Honda stosunkowo wcześnie rozpoczął prace nad nowym bolidem na sezon 2009. Po wycofaniu się Hondy rozwój bolidu trwał nadal w nadziei, że zespół będzie w jakiś sposób uratowany.
Ostatecznie bolid został przejęty przez nowo utworzony zespół Brawn GP i dopasowany do silnika Mercedes-Benz w miejsce oczekiwanego silnika Hondy. Gdy bolid po raz pierwszy wyjechał na tor Stowe, był pomalowany w kolory biały, fluorescencyjny jasnozielony oraz czarny. Pierwsze testy bolidu odbyły się na torze Circuit de Catalunya, a kierowcy BGP 001 znajdowali się wielokrotnie w czołówce. Podczas testów na torze Circuito Permanente de Jerez bolidy BGP 001 również spisywały się dobrze, wygrywając dwie z pięciu sesji. W wywiadzie Ross Brawn przyznał, że BGP 001 jest efektem 15 miesięcy prac rozwojowych. Na początku sezonu kontrowersje wzbudzało zastosowanie tylnego dyfuzora, jednak skarga wniesiona przez trzy zespoły przeciw legalności tej konstrukcji została odrzucona.
Osiągający na początku sezonu bardzo dobre wyniki bolid w trakcie trwania sezonu zmniejszył swoją przewagę nad rywalami, a Button i Barrichello dojeżdżali często na dalszych miejscach. Jako przyczynę takiego stanu rzeczy wskazywano fakt, że Honda wydała na rozwój modelu RA109 dużo pieniędzy, a jego dużym atutem był podwójny dyfuzor, lecz Brawn miał mało pieniędzy na rozwój modelu w trakcie sezonu, a dużym problemem było także umieszczenie silników Mercedesa, co nastąpiło dopiero w grudniu (na ogół silniki umieszcza się sześć miesięcy przed rozpoczęciem sezonu) – z tego powodu auto było za ciężkie, a środek ciężkości – położony zbyt wysoko.
Stosowano trzy modele BGP 001. Jenson Button przez cały sezon używał bolidu oznaczonego jako BGP 001-02. Rubens Barrichello do momentu wypadku w Grand Prix Singapuru używał BGP 001-01, a później używał BGP 001-03. Jako nagrodę za wywalczenie tytułu Button otrzymał dla siebie model BGP 001-02.

### Kontrowersje

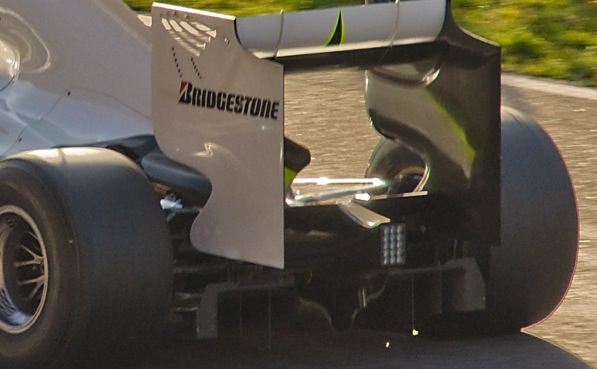
Podwójny dyfuzor modelu BGP 001

Kontrowersje wzbudzało zastosowanie w modelu BGP 001 podwójnego dyfuzora. Dyfuzor znajduje się w tylnej części bolidu, a służy do uzyskania docisku i optymalnego przepływu powietrza pod bolidem. Kontrowersje wzbudzał otwór z tyłu bolidu, który zwiększał szybkość przepływu powietrza pod bolidem, co tworzyło większy docisk, a więc dawało lepszą przyczepność. Konstrukcji takiej na początku sezonu 2009 używały trzy zespoły: Brawn, Toyota oraz Williams. Zespoły nieużywające dyfuzorów uważały takie rozwiązanie za nielegalne. Trzy zespoły: Ferrari, BMW Sauber oraz Red Bull wniosły oficjalne zażalenie do Międzynarodowego Sądu Apelacyjnego Fédération Internationale de l’Automobile, który jednak 14 kwietnia orzekł zgodność tej konstrukcji z regulaminem.

## Sponsorzy
Sponsorzy, którzy wspierali zespół Honda pod koniec sezonu 2008, w tym Bridgestone, pozostali sponsorami Brawn GP na początku sezonu 2009.

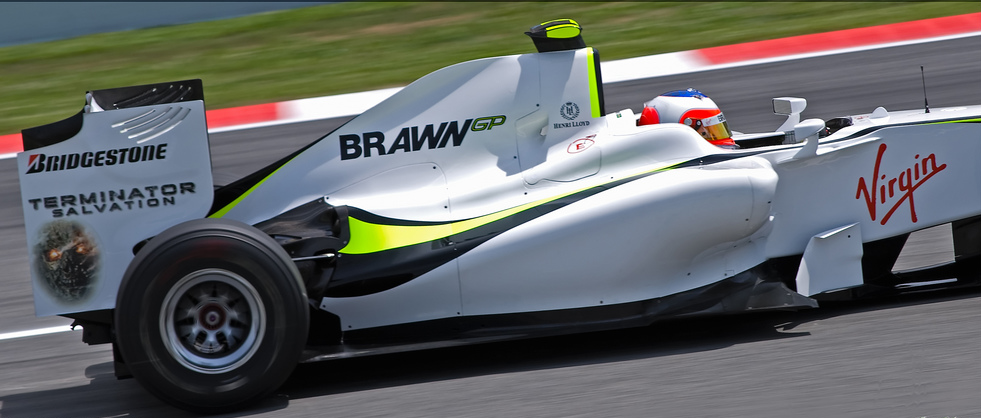
Reklama filmu Terminator: Ocalenie na Brawnie BGP 001 podczas Grand Prix Hiszpanii

26 marca 2009 Brawn GP ogłosił nawiązanie współpracy z brytyjskim producentem odzieży Henri Lloyd. Firma zgodziła się dostarczać zespołowi odzież i obuwie, a ich logo umieszczono na bolidzie. 28 marca Richard Branson ogłosił, że głównym sponsorem zespołu będzie grupa Virgin. 17 kwietnia Brawn ogłosił porozumienie z MIG Investments, które umieściło swoje logo z przodu bolidów. 19 kwietnia potwierdzono, że producent okularów przeciwsłonecznych Ray-Ban będzie sponsorował zespół, a jego logo pojawi się na osłonach kasków kierowców. Podczas Grand Prix Bahrajnu zmieniono logo Virgin na Virgin Galactic. Przed Grand Prix Hiszpanii Brawn GP wznowił umowy z Endless Advance i NCE Corporation i podpisał nową umowę z producentem pasów bezpieczeństwa Willans. Tylko na Grand Prix Hiszpanii do zespołu dołączyło przedsiębiorstwo Sony Pictures, co ujawniło się m.in. w reklamie filmu Terminator: Ocalenie na bolidach. Przed Grand Prix Monako pojawiły się plotki, że współzałożyciel Google, Larry Page, był zainteresowany sponsorowaniem Brawna w sezonie 2010, gdyż chciał, by nazwa Google była kojarzona ze zwycięskim zespołem. Począwszy od Grand Prix Wielkiej Brytanii na lusterkach bolidów pojawiło się logo Graham-London, a na kasku Jensona Buttona także logo Monster Energy. W tym czasie Richard Branson powiedział, że jest mało prawdopodobne, aby Virgin kontynuował współpracę z Brawnem w kolejnym sezonie, powołując się na koszty jako przeszkodę. Na Grand Prix Włoch sponsorem zespołu został producent zamków błyskawicznych, firma Raccagni, której logo pojawiło się z boku przednich spojlerów. Na Grand Prix Singapuru z zespołem Brawn GP kontrakt sponsorski podpisała firma Canon. Podczas Grand Prix Japonii z kolei sponsorem zespołu była firma Angfa, producent szamponów Scalp-D. W Grand Prix Brazylii nowymi sponsorami zespołu zostali firma ubezpieczeniowa Mapfre, Banco do Brasil i browar Grupo Petrópolis, który reklamował piwo Itaipava oraz napój energetyzujący TNT. W Grand Prix Abu Zabi nowym sponsorem był Qatar Telecom.

## Wyniki w Formule 1
| Legenda oznaczeń w tabelach wyników Wyświetl szablon na nowej stronie | Legenda oznaczeń w tabelach wyników Wyświetl szablon na nowej stronie                                                                     |
| Oznaczenie                                                            | Wyjaśnienie |
| --------------------------------------------------------------------- | --- |
| Złoty                                                                 | Zwycięzca lub mistrzostwo |
| Srebrny                                                               | 2. miejsce lub wicemistrzostwo |
| Brązowy                                                               | 3. miejsce lub II wicemistrzostwo |
| Zielony                                                               | Ukończył, punktował (w klasyfikacji generalnej, gdy zdobył co najmniej jeden punkt na przestrzeni sezonu, poza trzema powyższymi opcjami) |
| Niebieski                                                             | Ukończył, nie punktował (w klasyfikacji generalnej, gdy nie zdobył co najmniej jednego punktu na przestrzeni sezonu)                      |
| Czerwony                                                              | Nie zakwalifikował się (NZ) |
| Czerwony                                                              | Nie prekwalifikował się (NPK) |
| Różowy                                                                | Nie ukończył (NU) |
| Różowy                                                                | Niesklasyfikowany (NS) (w klasyfikacji generalnej, gdy nie został sklasyfikowany w żadnym wyścigu sezonu)                                 |
| Czarny                                                                | Zdyskwalifikowany (DK) |
| Czarny                                                                | Wykluczony (WYK/EX) |
| Biały                                                                 | Nie wystartował (NW) |
| Biały                                                                 | Kontuzjowany (K/INJ) |
| Biały                                                                 | Wyścig odwołany (OD/C) |
| Bez koloru                                                            | Został wycofany (WYC/WD) |
| Bez koloru                                                            | Nie przybył (NP/DNA) |
| Bez koloru                                                            | Nie brał udziału w treningach (NT/DNP) |
| Bez koloru                                                            | Nie został zgłoszony (–) |
| Pogrubienie                                                           | Start z pole position |
| Kursywa                                                               | Najszybsze okrążenie wyścigu |
| †                                                                     | Nie ukończył, ale jego rezultat został zaliczony ze względu na przejechanie więcej niż 90% dystansu wyścigu.                              |
| *                                                                     | Sezon w trakcie |
| 1/2/3                                                                 | Punktowana pozycja w sprincie |
| Lista systemów punktacji Formuły 1                                    | |

| Sezon | Zespół                    | Kierowcy           | Wyniki w poszczególnych eliminacjach | Wyniki w poszczególnych eliminacjach | Wyniki w poszczególnych eliminacjach | Wyniki w poszczególnych eliminacjach | Wyniki w poszczególnych eliminacjach | Wyniki w poszczególnych eliminacjach | Wyniki w poszczególnych eliminacjach | Wyniki w poszczególnych eliminacjach | Wyniki w poszczególnych eliminacjach | Wyniki w poszczególnych eliminacjach | Wyniki w poszczególnych eliminacjach | Wyniki w poszczególnych eliminacjach | Wyniki w poszczególnych eliminacjach | Wyniki w poszczególnych eliminacjach | Wyniki w poszczególnych eliminacjach | Wyniki w poszczególnych eliminacjach | Wyniki w poszczególnych eliminacjach | Wyniki kierowców | Wyniki kierowców | Wyniki konstruktora | Wyniki konstruktora |
| 2009  |                           |                    | AUS                                  | MYS                                  | CHN                                  | BHR                                  | ESP                                  | MCO                                  | TUR                                  | GBR                                  | DEU                                  | HUN                                  | EUR                                  | BEL                                  | ITA                                  | SGP                                  | JPN                                  | BRA                                  | ARE                                  | Punkty           | Pozycja          | Punkty              | Pozycja             |
| ----- | ------------------------- | ------------------ | ------------------------------------ | ------------------------------------ | ------------------------------------ | ------------------------------------ | ------------------------------------ | ------------------------------------ | ------------------------------------ | ------------------------------------ | ------------------------------------ | ------------------------------------ | ------------------------------------ | ------------------------------------ | ------------------------------------ | ------------------------------------ | ------------------------------------ | ------------------------------------ | ------------------------------------ | ---------------- | ---------------- | ------------------- | ------------------- |
| 2009  | Brawn GP Formula One Team | Jenson Button      | 1                                    | 1                                    | 3                                    | 1                                    | 1                                    | 1                                    | 1                                    | 6                                    | 5                                    | 7                                    | 7                                    | NU                                   | 2                                    | 5                                    | 8                                    | 5                                    | 3                                    | 95               | 1                | 172                 | 1                   |
| 2009  | Brawn GP Formula One Team | Rubens Barrichello | 2                                    | 5                                    | 4                                    | 5                                    | 2                                    | 2                                    | NU                                   | 3                                    | 6                                    | 10                                   | 1                                    | 7                                    | 1                                    | 6                                    | 7                                    | 8                                    | 4                                    | 77               | 3                | 172                 | 1                   |

## Statystyki
Źródło: f1wm.pl
| Sezon | Zespół                    | Konstruktor    | Zgłoszenia | GP | PKT | P.   | P1 | P2 | P3 | Punkt. | PP | NO | NS | DK | NZ |
| --- | ------------------------- | -------------- | ---------- | -- | --- | ---- | -- | -- | -- | ------ | -- | -- | -- | -- | -- |
| 2009 | Brawn GP Formula One Team | Brawn-Mercedes | 34         | 17 | 172 | MŚ   | 8  | 4  | 3  | 31     | 5  | 4  | 2  | -  | -  |
| Razem | 1                         | 1              | 34         | 17 | 172 | 1xMŚ | 8  | 4  | 3  | 31     | 5  | 4  | 2  | -  | -  |
| Sezon | Zespół                    | Konstruktor    | Zgłoszenia | GP | PKT | P.   | P1 | P2 | P3 | Punkt. | PP | NO | NS | DK | NZ |
| Zgłoszenia - starty wszystkich samochodów; GP - zaliczone Grand Prix; P. - pozycja końcowa; P1, P2, P3 - pozycje na podium; Punkt. - punktował; PP - pole position; NO - najszybsze okrążenia; NS - niesklasyfikowany; DK - dyskwalifikacje; NZ - nie zakwalifikował się |                           |                |            |    |     |      |    |    |    |        |    |    |    |    |    |

## Podsumowanie
| Ważne wyścigi                 | Ważne wyścigi                                                     |
| ----------------------------- | ----------------------------------------------------------------- |
| Debiut                        | Grand Prix Australii 2009 (#1, Jenson Button, Rubens Barrichello) |
| Pierwsze pole position        | Grand Prix Australii 2009 (#1, Jenson Button)                     |
| Pierwsze punkty               | Grand Prix Australii 2009 (#1, Jenson Button, Rubens Barrichello) |
| Pierwsze podium               | Grand Prix Australii 2009 (#1, Jenson Button, Rubens Barrichello) |
| Pierwsze najszybsze okrążenie | Grand Prix Malezji 2009 (#2, Jenson Button)                       |
| Pierwsze zwycięstwo           | Grand Prix Australii 2009 (#1, Jenson Button)                     |
| Ostatni                       | Grand Prix Abu Zabi 2009 (#17, Jenson Button, Rubens Barrichello) |
| Najwyższe pozycje             |                                                                   |
| Kwalifikacje                  | 1                                                                 |
| Wyścig                        | 1                                                                 |
| Inne                          |                                                                   |
| Kierowca testowy              | Anthony Davidson Alexander Wurz                                   |

## Kierowcy
Kierowcami zespołu Brawn GP byli Jenson Button (który wcześniej jeździł dla Williamsa, Benettona, BAR oraz Hondy) oraz Rubens Barrichello (wcześniej kierowca Jordana, Stewarta, Ferrari oraz Hondy). Kierowcami testowymi byli Anthony Davidson (który jeździł dla Minardi, BAR i Super Aguri) i Alexander Wurz (w Formule 1 startował dla Benettona, McLarena i Williamsa).
|     | Kierowca           | Sezony | Starty | PP | Wygrane | MŚ   | Zespół    |
| --- | ------------------ | ------ | ------ | -- | ------- | ---- | --------- |
| GBR | Jenson Button      | 2009   | 17     | 4  | 6       | 2009 | fabryczny |
| BRA | Rubens Barrichello | 2009   | 17     | 1  | 2       | -    | fabryczny |

## Informacje techniczne
Bolidem zespołu był model Brawn BGP 001, napędzany przez silniki Mercedes V8. Dostawcą opon była firma Bridgestone.
| Sezon | Zespół   | Podwozie      | Silnik (Typ)                 | Opony       |
| ----- | -------- | ------------- | ---------------------------- | ----------- |
| 2009  | Brawn GP | Brawn BGP 001 | Mercedes-Benz FO108W 2,4l V8 | Bridgestone |
| Razem | 1        | 1             | 1                            | 1           |
| Sezon | Zespół   | Podwozie      | Silnik (Typ)                 | Opony       |